# Художествена галерия (Куманово)
Художествената галерия (на македонска литературна норма: Уметничка галерија) е музей в град Куманово, Република Македония.

## Местоположение
Галерията е разположена в Касапския кръг, старата сграда на общината в северната част на центъра на града, изградена в 30-те години на XX век.

## Описание
Открита е на 16 юни 1967 година с първата изложба, озаглавена „Югославски и чужди художници“. В 2006 година галерията е реновирана. Има 5 изложбени зали с площ от 187 m2, депо и работни помещения. Предназначена е за временни изложби, както художествени, така и археологически, исторически или етнографски. Тук е разположен художественият отдел на Музей – Куманово. Всяка година в сътрудничество с община Куманово се провежда художествената колония „Куманово“.